# Ctenichneumon castigator
Ctenichneumon castigator är en stekelart som först beskrevs av Fabricius 1793.  Ctenichneumon castigator ingår i släktet Ctenichneumon och familjen brokparasitsteklar. Arten är reproducerande i Sverige. Utöver nominatformen finns också underarten C. c. alboscutellatus.